# Georg Jauer
Georg Jauer (Lissen, 25 giugno 1896 – Greven, 5 agosto 1971) è stato un generale tedesco della Wehrmacht durante la Seconda guerra mondiale, decorato con la Croce di Cavaliere della Croce di Ferro con fronde di quercia.

## Biografia

### Carriera militare
all'inizio della Seconda guerra mondiale Jauer serviva come ufficiale di stato maggiore e comandante di reggimento. Nell'aprile 1943 venne nominato comandante del 20º fanteria motorizzata e della 20. Panzergrenadier-Division con la quale prese parte alla Battaglia di Kam'janec'-Podil's'kyj. Successivamente guidò la 25. Panzer-Division nell'Offensiva su Kiev. Il 12 marzo 1945 prese il comando della Panzergrenadier-Division Großdeutschland con la quale si arrese al termine della guerra.